# Баратьери, Орест
Орест Баратьери (итал. Oreste Baratieri; 13 ноября 1841 г. — 7 августа 1901 г.) — итальянский генерал, командующий итальянскими войсками во время первой итало-эфиопской войны.

## Биография

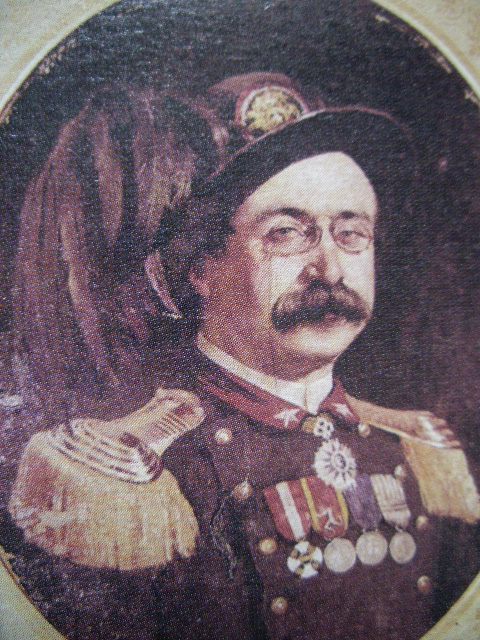
Орест Баратьери

Родился 13 ноября 1841 года в Кондино.
Участвовал в 1860 году, в числе гарибальдийской «тысячи», в экспедиции на Сицилию, в 1866 году — во вторжении Гарибальди в Тироль.
В 1891 году был назначен губернатором Эритрейской колонии. С 1894 году ему пришлось вести войну с дервишами и с Абиссинией. Сперва успех был на его стороне, но 7 декабря 1895 году передовой отряд его войска был уничтожен при Амба Аладжи, другой отряд осажден в Макалле и вынужден сдаться. 
1 марта 1896 года сам Баратьери, во главе почти 20-тысячного войска, напал на абиссинцев у Адуа, но был разбит ими. Так более половины войска было убито, ранено или взято в плен. В результате своего поражения был отправлен в отставку (место его занял генерал Антонио Балдиссера) и предан военному суду. Суд, хотя и оправдал его по обвинению в измене, дал его деятельности и способностям такую оценку, что Баратьери покинул Италию и вернулся в Тироль, где и прожил до самой смерти. Там он опубликовал свои мемуары «Memorie d’Africa 1892—96» (Турин, 1897), в которых пытался оправдать свои действия в битве при Амба Аладжи.
Умер 7 августа 1901 года в городке Штерцинг (Випитено).

## Источник
Баратьери, Орест // Энциклопедический словарь Брокгауза и Ефрона : в 86 т. (82 т. и 4 доп.). — СПб., 1890—1907.